# بندر بروتون، استرالیای جنوبی
بندر بروتون (به انگلیسی: Port Broughton) یک شهرک در استرالیا است که در استرالیای جنوبی واقع شده‌است.